# Zdravilo prvega izbora
Zdravilo prvega izbora (tudi zdravilo prve izbire ali le zdravilo izbora, tudi zdravilo prvega reda) je zdravilo, ki se prvo uporabi pri zdravljenju za določeno indikacijo ali bolezen v skladu s terapevtsko doktrino.
Priporočilo, da se določeno zdravilo uporablja kot zdravilo izbora, temelji bodisi na osnovi kliničnih preizkušanj, ki so pokazala optimalno razmerje učinkovitosti, varnosti in prenosljivosti zdravila, ali pa na osnovi kliničnih izkušenj zdravnikov s tem zdravilom. Če zdravilo prvega izbora ne doseže pri bolniku želenega učinka oziroma če se to ne more uporabljati, na primer zaradi neželenih učinkov, se priporoča uporaba tako imenovanega zdravila drugega izbora, sledi zdravilo tretjega izbora itd. Ne gre za enoznačno lastnost zdravila; različne smernice, na primer med različnimi državami, lahko podajajo različna priporočila: neke smernice lahko določeno zdravilo priporočijo na primer kot zdravilo prvega izbora, druge pa kot zdravilo drugega izbora. Vpliv na razvrščanje v prvi, drugi ali kasnejši izbor lahko ima tudi cena zdravila.